# Полесское (Овручский район)
Полесское (укр. Поліське) — село на Украине, основано в 1875 году, находится в Овручском районе Житомирской области.
Код КОАТУУ — 1824285806. Население по переписи 2001 года составляет 513 человек. Почтовый индекс — 11133. Телефонный код — 4148. Занимает площадь 0,148 км².

## История
В 1946 году указом ПВС УССР село Жолонь переименовано в Полесское.

## Адрес местного совета
11133, Житомирская область, Овручский р-н, с. Песчаница, ул. Сергея Базильчука, 1